# Josia ilaire
Josia ilaire är en fjärilsart som beskrevs av Druce 1885. Josia ilaire ingår i släktet Josia och familjen tandspinnare. Inga underarter finns listade i Catalogue of Life.